# Pankraz Stollenmayer
Pankraz Stollenmayer (* 12. März 1889 in Rechberghausen als Reinhold Stollenmayer; † 11. April 1980 in Kremsmünster) war Benediktiner, Lehrer und Geschichtsforscher.

## Leben
P. Pankraz Stollenmayers Vater war Maurerpolier und erreichte wie seine Mutter ein hohes Alter. Durch Betreiben des Heimatpfarrers und seiner frommen Mutter kam er 1902 zu den Kinderfreunde-Benediktinern ins Josephinum in Tirol und erhielt den Ordensnamen Pankraz.
Am 20. Dezember 1914 wurde er von Bischof Franz Egger in der Fürstbischöflichen Hauskapelle zu Brixen zum Priester geweiht und feierte in der heiligen Nacht der ersten Kriegsweihnacht 1914 (25. Dezember 1914) in Rechberghausen Primiz. Er studierte Geschichte und Geographie an der Universität Innsbruck und war von 1921 bis 1966 als Professor für diese Fächer am Stiftsgymnasium Kremsmünster tätig, in welches Kloster er auch durch Beschluss der Religiosenkongregation in Rom als Mönch überstellt wurde. Von 6. Januar 1949 bis zum 30. Juni 1966 war er auch Direktor dieses bekannten und traditionsreichen Gymnasiums. Neben seiner Lehrtätigkeit betätigte er sich auch als weltweit anerkannter Tassilo-Forscher und Erforscher der Frühgeschichte Bayerns und schrieb umfangreiche Arbeiten zu diesem Bayernherzog, zum bayerischen Adelsgeschlecht der Agilolfinger und dem von diesem gestifteten Tassilokelch sowie zum Tassiloleuchter, in denen er das Zepter der Agilolfinger vermutete. In Würdigung seiner Verdienste wurde er Konsulent der oberösterreichischen Landesregierung und erhielt als Direktor des Gymnasiums den Ehrentitel „Hofrat“.
Seiner schwäbischen Heimat blieb er immer verbunden, legte bewusst nie den schwäbischen Dialekt ab und besuchte regelmäßig seinen Heimatort Rechberghausen, über den er immer sehr stolz sprach, wodurch Rechberghausen heute Generationen von österreichischen und bayerischen Akademikern ein positiver Begriff ist. Pater Dr. Pankraz Stollenmayer kann sicherlich zu den großen Geschichtsforschern unserer Zeit gerechnet werden. P. Pankraz Stollenmayer starb im Alter von 91 Jahren am 11. April 1980 in Kremsmünster, wo er am Klosterfriedhof begraben ist.

## Werke
- Der Tassilokelch. Gymn.-Festschrift, Wels 1949.
- Der Tassilokelch im Stifte Kremsmünster. Heimatland, April 1958.
- Zur Thematik des Tassilokelches. In: Alte und moderne Kunst. Nr. 7/8, 1958, S. 2–7 (hauspublikationen.mak.at).
- Tassilo-Kelch-Tassilo-Zepter. 102. Jahresbericht des Öffentlichen Gymnasiums der Benediktiner zu Kremsmünster, 1959.
- Der Tassilo-Kelch. Notring-Jahrbuch, 1959.
- Tassilokelch und Tassiloleuchter – ein königliches Vermächtnis. In: Christliche Kunstblätter. Jahrgang 99, Linz 1961, S. 79–83.
- Das Grab Herzog Tassilos III. von Bayern. 105. Jahresbericht des Öffentlichen Gymnasiums der Benediktiner zu Kremsmünster, 1962. Als Sonderabdruck beim Verlag Welsermühl, 1962.
- Der Kelch des Herzogs Tassilo. Zur Gründung des Stiftes Kremsmünster 777. In: Studien und Mitteilungen zur Geschichte des Benediktinerordens und seiner Zweige. Jahrgang 85, 1974, S. 259–342. Als Buch beim Verlag Rosenheimer, Rosenheim 1976, ISBN 978-3-475-52166-9.